# Общее равновесие
Экономическая теория о́бщего равнове́сия (англ. general equilibrium) описывает поведение спроса, предложения и цен на нескольких взаимосвязанных рынках. В узком смысле под общим равновесием понимается одновременное равновесное состояние всех рынков данной экономики. Тем самым теория общего равновесия противопоставляется теории частичного равновесия, в которой рынки рассматриваются изолированно друг от друга.
В теории общего равновесия изучаются два крупных вопроса. Во-первых, она изучает экономику с помощью модели равновесных цен. Во-вторых, она определяет обстоятельства, в которых устанавливается общее равновесие в узком смысле. Теория зародилась в 70-х годах XIX века, одним из её краеугольных камней стала работа «Элементы чистой политической экономии» французского экономиста Леона Вальраса.
Современная концепция общего равновесия сложилась в 1950-е годы на основе работ Кеннета Эрроу, Жерара Дебрё и Лайонела Маккензи. В работе «Теория стоимости» (1959) Дебрё представил аксиоматическую модель общего равновесия, изложив её в стиле Николя Бурбаки. Такой подход позволил определить основные объекты (товары, цены) без указания конкретной экономической интерпретации. Модель допускала различные интерпретации этих объектов, из которых наибольшую теоретическую ценность представляют три.
Согласно первой из интерпретаций, товары, отличающиеся местом поставки, трактуются как разные. Например, яблоки, продаваемые в Лондоне и в Париже — два разных товара, они торгуются на двух разных рынках. Тогда модель может использоваться для пространственного моделирования международной торговли. Согласно второй интерпретации, товары считаются разными при несовпадении времени поставки. Допустим, в начальный момент времени все рынки находятся в равновесии. Агенты покупают и продают контракты на поставку некоторого товара в определённое время. Тогда модель сводится к описанию всей (по видам товаров и по датам) совокупности форвардных рынков. Наконец, в третьей интерпретации товары считаются разными при несовпадении некого состояния природы. В такой ситуации контракт на поставку товара может включать описание условий, при которых произойдёт поставка. Интерпретации можно совместить. Товар определяется временем и местом поставки, условиями поставки и, собственно, своими потребительскими свойствами.